# Епископ Иво Одровонж освящает строительство храма в Ивониче
«Епископ Иво Одровонж освящает краеугольный камень в основании церкви в Ивониче в 1226 году» (пол. Biskup Iwo Odrowąż poświęcający kamień węgielny pod budowę kościoła w Iwoniczu w roku 1226) — картина польского художника Яна Матейко на исторический сюжет, созданная в 1887 году. Её оригинал утрачен.
На картине изображён тот момент, когда епископ краковский Иво Одровонж освящает строительство церкви в городе Ивонич (1226 год). Епископ поднимает руки в молитвенном жесте, вокруг его головы виден золотистый нимб.
Полотно погибло во время Второй мировой войны. Сохранился эскиз, который хранится в Историческом музее города Бельско-Бяла.